# Bettongia gaimardi
Bettong đông' (danh pháp hai phần: Bettongia gaimardi), còn được gọi là bettong phía Nam và bettong Tasmania, là một bettong có phạm vi tự nhiên bao gồm phía đông nam Australia và một phần phía đông của Tasmania.

## Phân loài
Có hai phân loài Bettongia cuniculus (bettong Tasmania) và Bettongia gaimardi (bettong đông) đã được đặt vào một loài duy nhất với hai phân loài của Wakefield năm 1967. Hai phân loài được công nhận là:
- Bettongia gaimardi gaimardi, phân loài lục địa (tuyệt chủng)
- Bettongia gaimardi cuniculus, phân loài Tasmania

Sau khi du nhập cáo đỏ và thỏ châu Âu vào Australia, phân loài đại lục đã bị tuyệt chủng khoảng những năm 1920 Phân loài Tasmania vẫn tồn tại. Năm 2012, một quần thể nhỏ được đưa đến Canberra.

## Hình ảnh

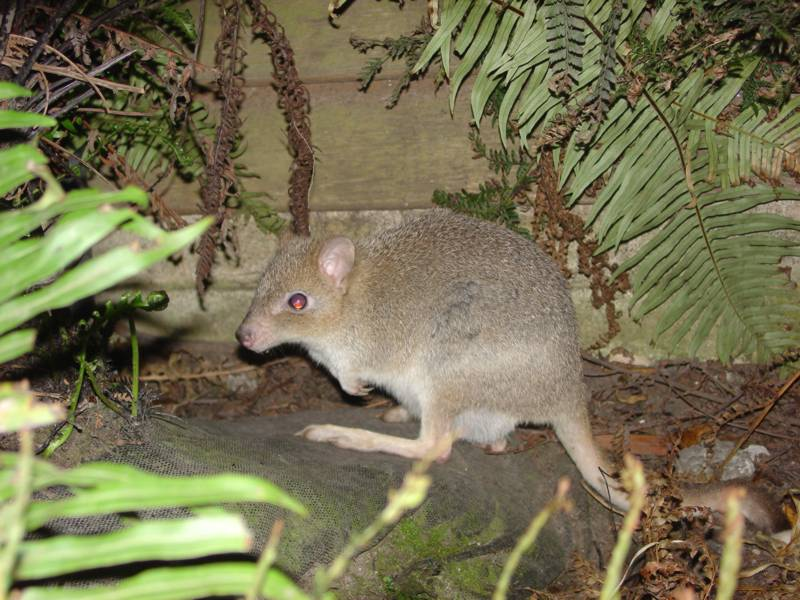
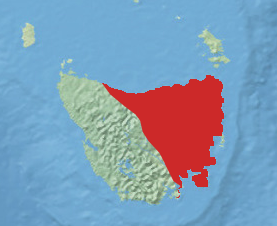